# Театральная (станция метро, Киев)
«Театра́льная» (укр. «Театра́льна»,  (слушать)о файле) — 28-я станция Киевского метрополитена. Находится в Шевченковском районе. Расположена на Святошинско-Броварской линии, между станциями «Университет» и «Крещатик».

## История
Открыта 6 ноября 1987 года под названием «Ле́нинская». Нынешнее название — со 2 февраля 1993 года от расположенных поблизости Русского драматического театра им. Леси Украинки и Национальной оперы Украины. Пассажиропоток — 17,8 тыс. чел./сутки.

## История строительства
Станция встроена в действующую линию специально как пересадочный пункт на Сырецко-Печерскую линию. Южнее старых тоннелей перегона «Университет» — «Крещатик» начали строительство станции и подъездных тоннелей. На завершающем этапе строительства новый узел присоединили к существующей линии. При этом в течение полугода, с 31 марта по 1 октября 1987 года, линия оказалась разорванной надвое, между «Университетом» и «Крещатиком» поезда не ходили. На этот период транспортное сообщение между «Университетом» и «Крещатиком» выполнял временный троллейбусный маршрут номер 32, следующий от Киево-Печерской Лавры до Железнодорожного вокзала. Саму станцию открыли чуть более чем через месяц после возобновления движения, приурочив открытие к 6 ноября — накануне 70-й годовщины Великой Октябрьской революции. В тот же день был и закрыт троллейбусный маршрут номер 32.
Старые тоннели, длиной более 300 м каждый, находятся в законсервированном состоянии и частично перерезаются сводом станции «Золотые ворота». Для профилактических осмотров к тоннелям имеется доступ через служебные проходы.

## Описание
Является частью пересадочного узла между Святошинско-Броварской и Сырецко-Печерской линиями.
Рядом со станцией находятся Центральный универмаг, Национальная опера Украины, Театр русской драмы имени Леси Украинки, музей истории Киева и природоведческий музей.
Станция глубокого заложения (70 м). Имеет три подземных зала — средний и два зала с посадочными платформами. Залы станции соединены между собой рядом проходов-порталов, которые чередуются с пилонами. Средний зал при помощи эскалаторного тоннеля с четырёхленточным одномаршевым эскалатором соединен с подземным вестибюлем, совмещенным с подземным переходом на перекрестке улиц Богдана Хмельницкого и Пушкинской.

## Архитектура и оформление
По причине того, что проектное название станции было «Ленинская», архитекторам поставили задачу создать оформление подземного вестибюля, посвящённое Ленину. В первом проекте коллектив архитекторов постарался сделать акцент на том, что Ленин любил как человек. Однако этот проект был отклонён и станция приобрела интерьер в официозном стиле.
В оформлении преобладает гранит красно-коричневых тонов Лезниковского месторождения в Житомирской области (с того самого, откуда в 1929 году взят камень для Мавзолея Ленина), которым отделаны пилоны и торец центрального зала. В нишах пилонов со стороны центрального зала были установлены металлические горельефы в виде знамён с цитатами из работ Ленина на русском и украинском языках (в феврале 2014 года во время «Ленинопада» демонтированы). В торце зала размещён бронзовый бюст Ленина. В 2014 г. он был закрыт фальшстеной, на которой в ноябре 2014 г. выполнено цветное изображение зрительного зала Киевской оперы. Со стороны посадочных платформ центральная часть пилонов отделана светло-серым мрамором.
Подсветка центрального и платформенных залов — закарнизная. Путевые стены отделаны белым мрамором.
Верхний цилиндрический подземный вестибюль целиком является композицией «Спираль времени», состоящей из горельефов и барельефов, олицетворяющих отображение исторических событий, превращающихся в птиц и лучи, и наконец сходящихся в центре свода, где смонтирована большая люстра с мягким белым светом.

## Пересадки
В середине зала станции расположены четыре галереи-прохода над платформой второго пути, ведущие к четырёхленточному одномаршевому эскалатору, по которому можно перейти на станцию «Золотые ворота».

## Изображения

Бюст В. И. Ленина в торце центрального зала (закрыт стеной в феврале 2014 г.)
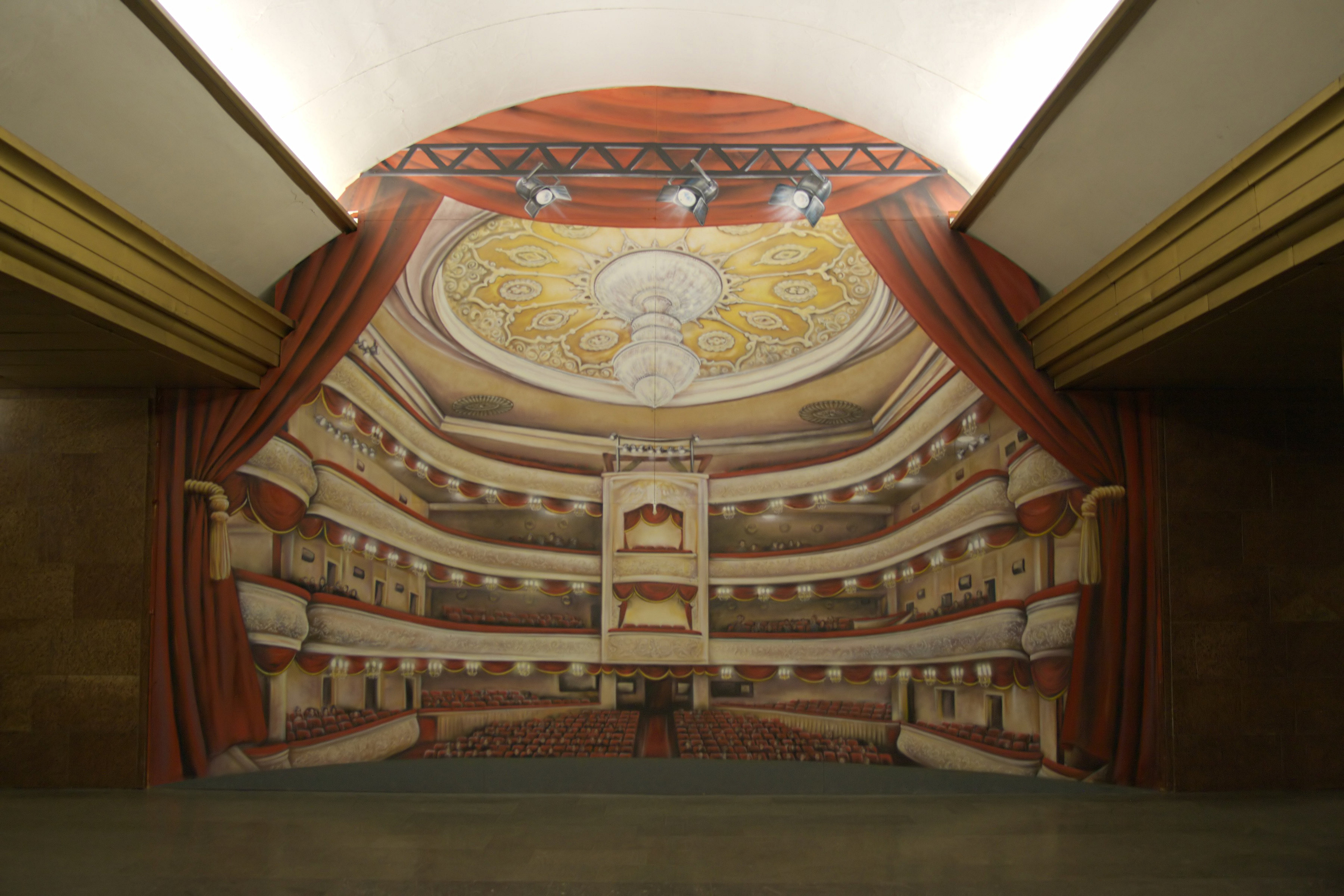
Изображение Киевской оперы в торце центрального зала (с ноября 2014 г.)
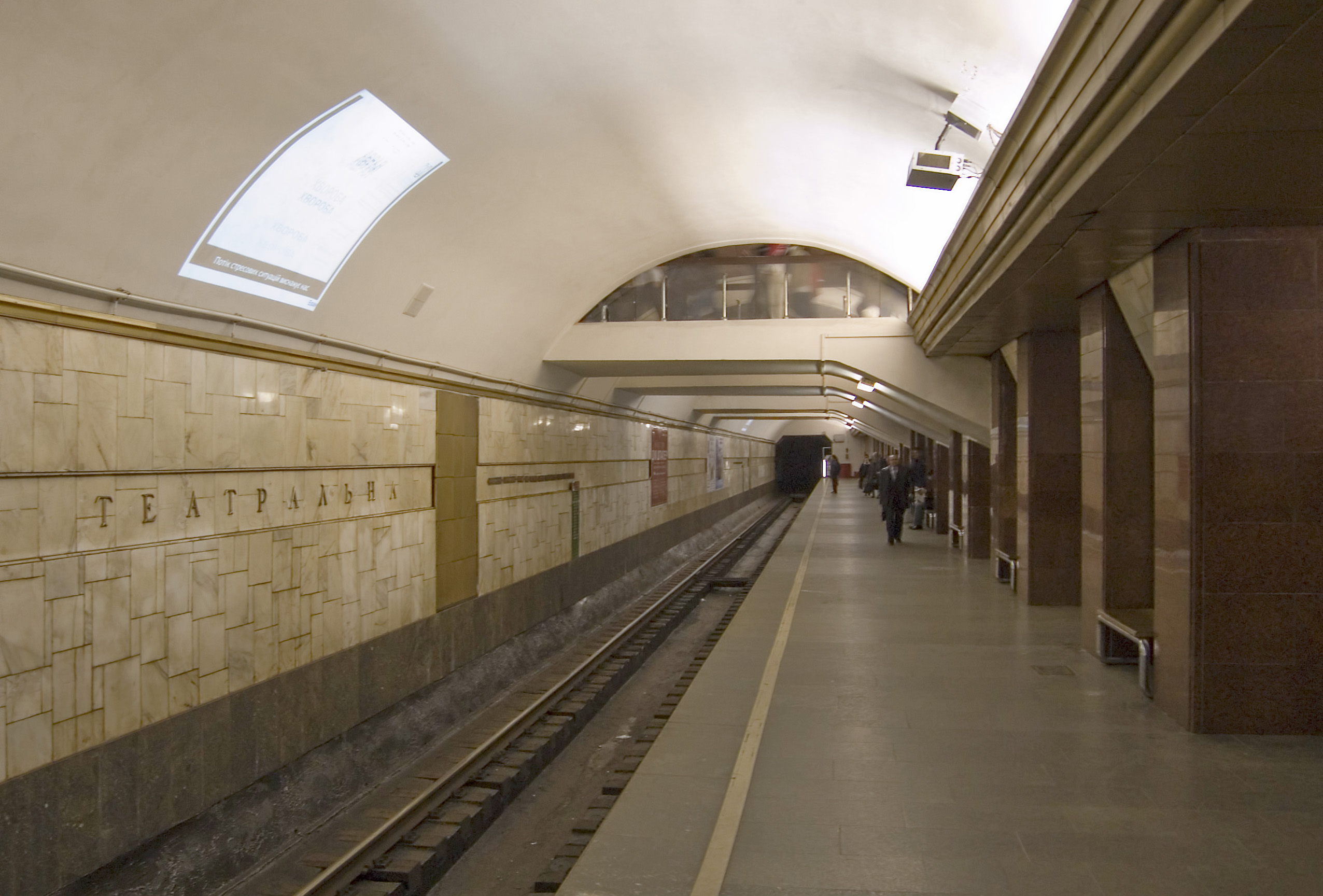
Посадочная платформа в сторону станции «Университет»
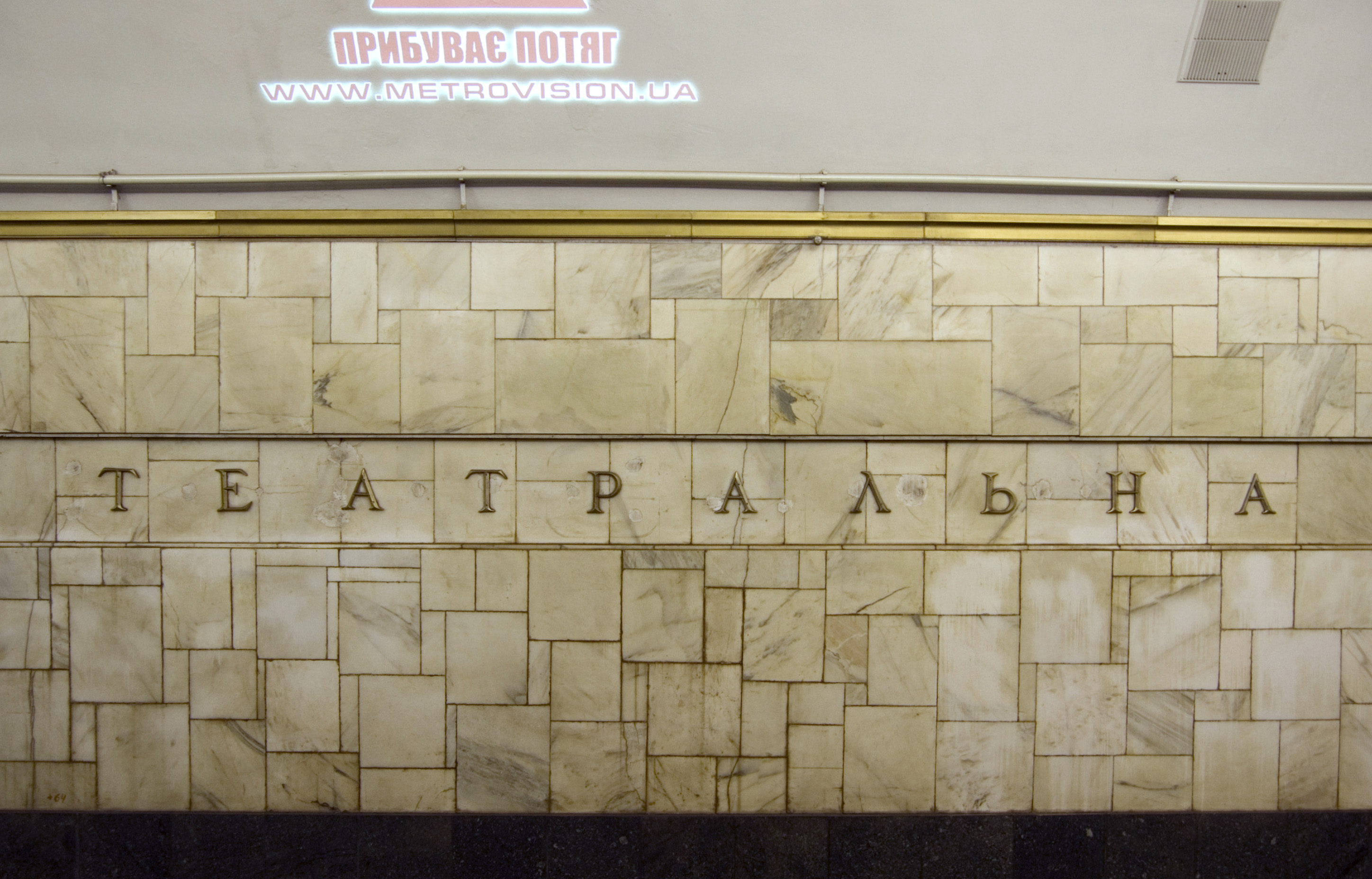
Название станции на путевой стене
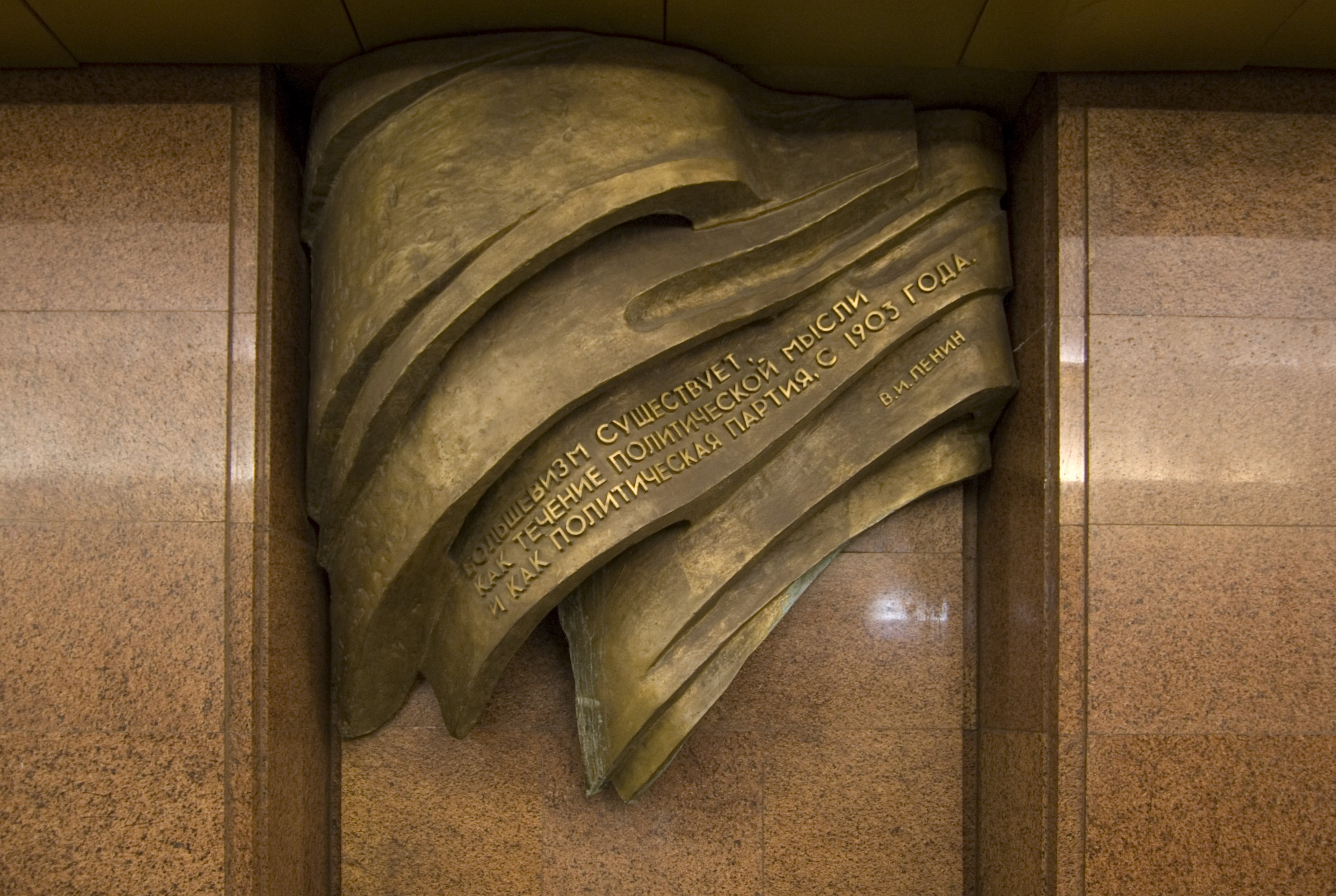
Бронзовый флаг с цитатой Ленина на пилоне (демонтирован в феврале 2014 г.)
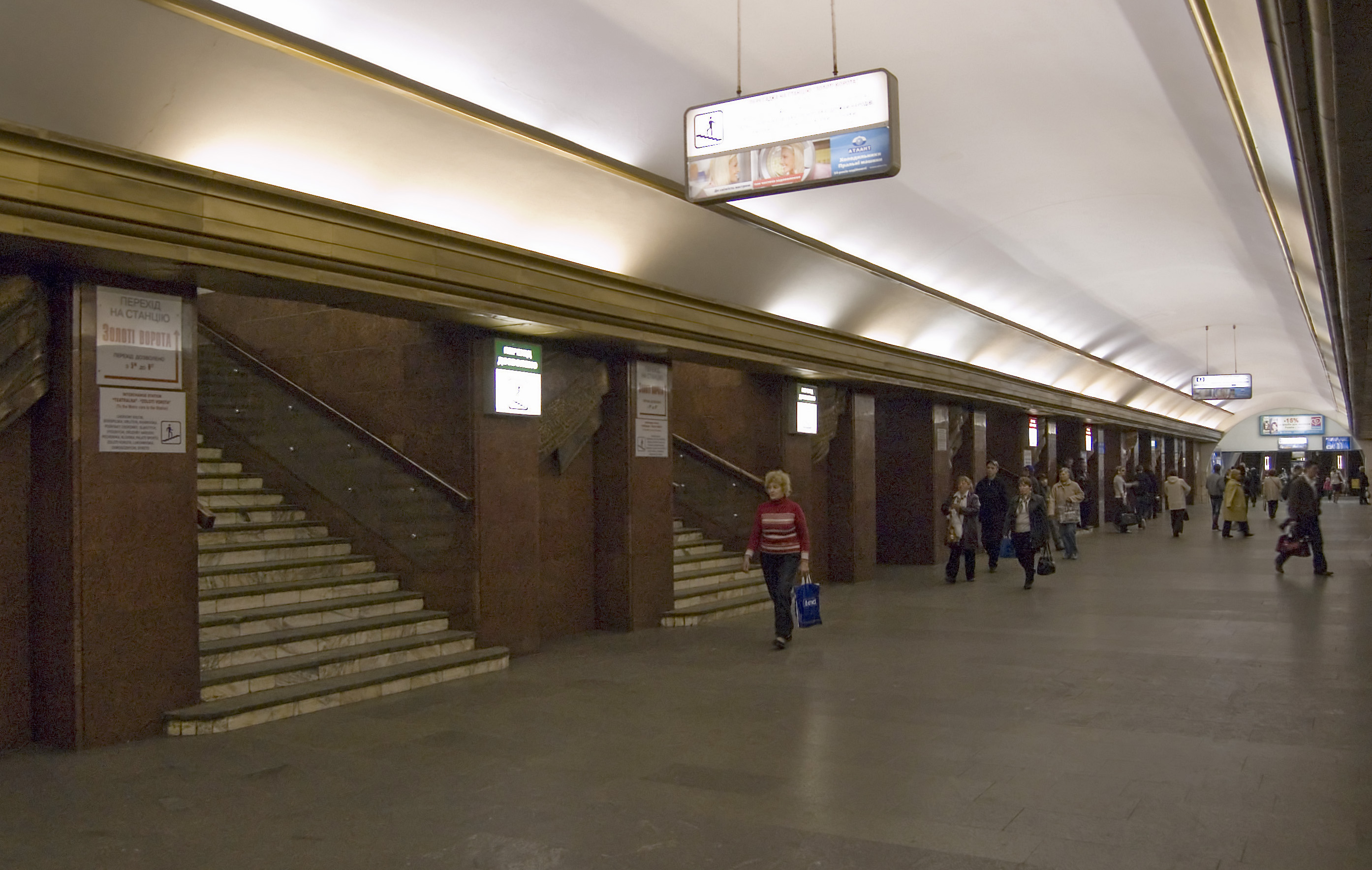
Центральный зал, переход на станцию «Золотые ворота»
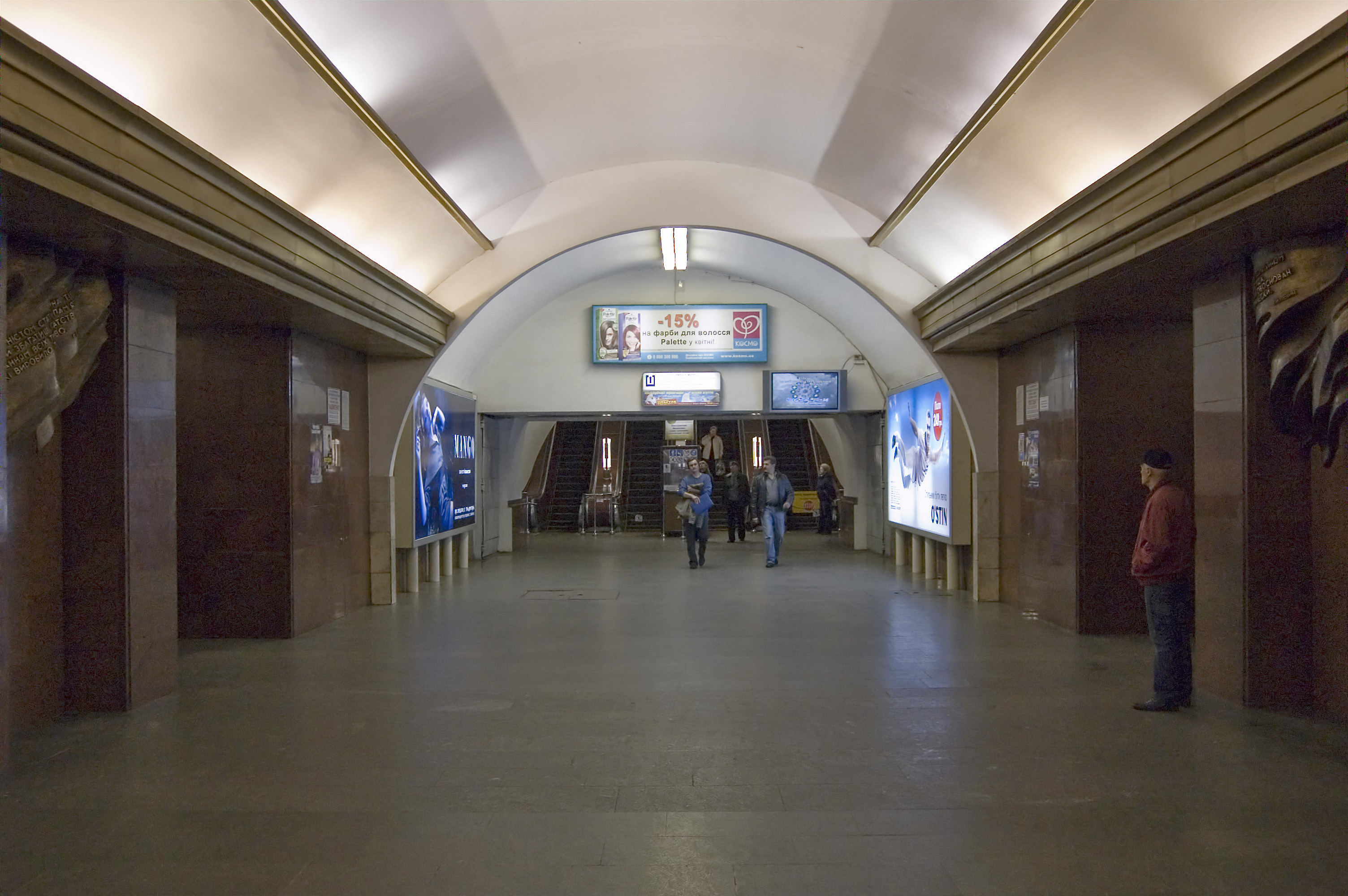
Вид в сторону эскалаторов
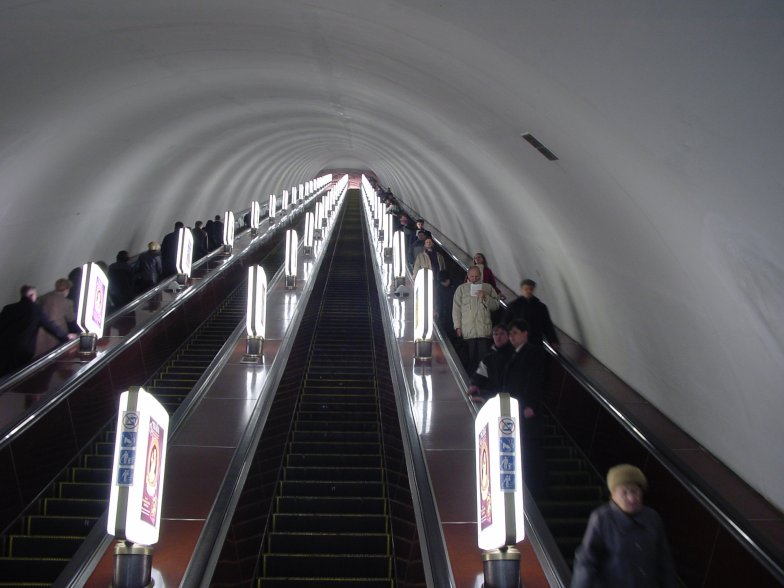
Эскалаторный наклон
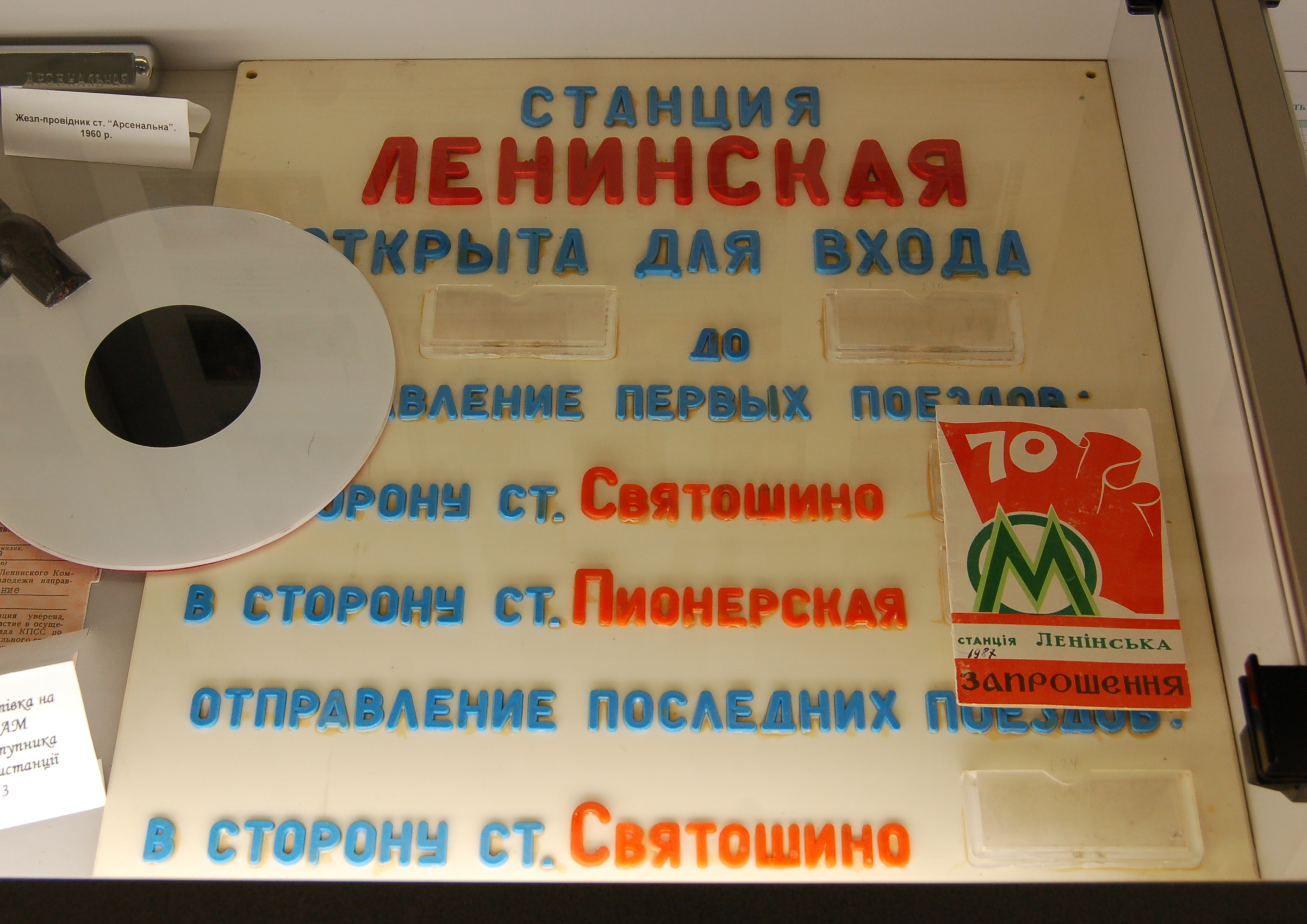
Табличка с указанием времени работы станции «Ленинская»

## Режим работы
Открытие — 5:43, закрытие — 0:18.
Отправление первого поезда в направлении:
- ст. «Лесная» — 5:57
- ст. «Академгородок» — 5:53

Отправление последнего поезда в направлении:
- ст. «Лесная» — 0:25
- ст. «Академгородок» — 0:22

Переход на станцию «Золотые ворота» работает с 5:50 до 0:27.